# Carex shuchengensis
Carex shuchengensis là một loài thực vật có hoa trong họ Cói. Loài này được S.W.Su & Q.Zhang mô tả khoa học đầu tiên năm 1989.